# Krähenstein

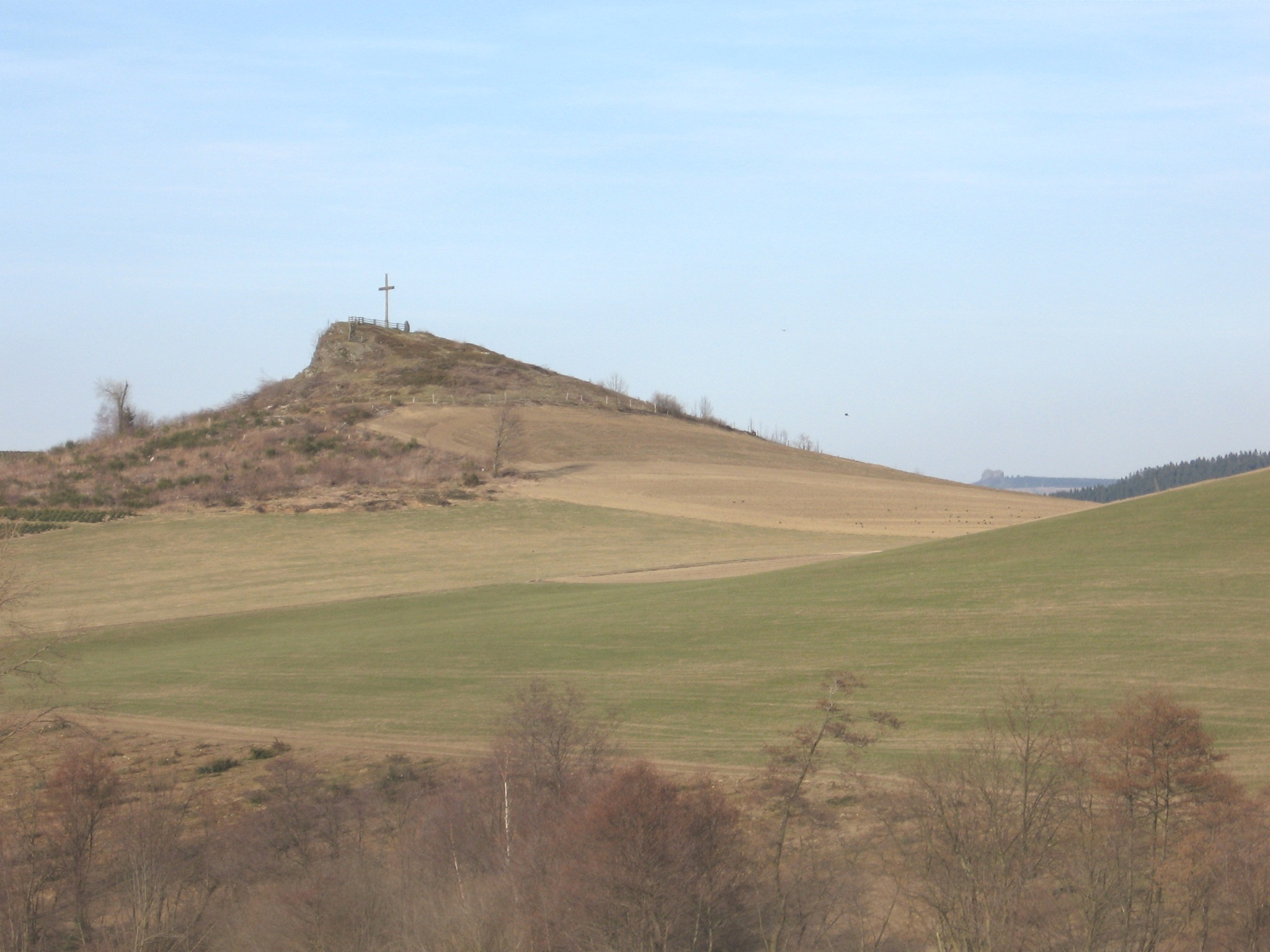
Krähenstein, 2011

Der Krähenstein ist ein Felsen westlich von Winterberg-Siedlinghausen in Nordrhein-Westfalen mit einer Höhe von 557 Metern über NHN. Es handelt sich um einen Härtlingsrücken aus Quarzporphyr. Die Felsvegetation besteht aus Farnen, Zwergstrauchheide, Büschen und Laubbäumen. 
Der Krähenstein ist seit 2008 durch den Landschaftsplan Winterberg als 0,67 ha großes Naturdenkmal „Krähenstein“ ausgewiesen. Zudem ist er ein gesetzlich geschütztes Biotop nach § 62 des Landschaftsgesetzes Nordrhein-Westfalen mit der Bezeichnung GB-4716-207 und einer Größe von 0,33 ha.
Seit der Fichtenbestand, der den Krähenstein umgab, vom Orkan Kyrill im Januar 2007 umgeworfen worden ist, ist der Felsen von weitem gut sichtbar. Von der Landstraße zwischen Siedlinghausen und Altenfeld ist eine 4 bis 5 Meter hohe Felswand zu sehen. Auf dem Krähenstein wurde ein Holzkreuz mit Aussichtsplatz errichtet.
Nur 270 Meter südlich vom Felsen befindet sich das Naturdenkmal Käppelchen-Felsen. Vom Krähenstein ist der nordöstlich gelegene Feldstein der Bruchhauser Steine sichtbar.